# Jevanđelje po Judi
Jevanđelje po Judi je apokrifno gnostičko jevanđelje na koptskom jeziku pronađeno krajem 20. veka, i koje se sastoji od dijaloga između Isusa i Jude Iskariotskog.
Procenjuje se da je nastalo između 130. i 180. godine. i veruje se da je napisano od strane gnostičkih sledbenika Isusa, a ne od strane samog Jude. 180. g. n. e., Иринеј, episkop lionski, napisao je dokument u kome grdi ovo Jevanđelje, ukazujući na to da je ova knjiga bila u upotrebi. Jedini poznati primerak Jevanđelja po Judi je tekst napisan na koptskom jeziku koji prema analizama potiče iz 280. g. n. e. ili 60 godina ranije ili kasnije. Bilo je i mišljenja da proizilazi iz ranije grčke verzije. Prevod teksta prvi je put objavljen početkom 2006. godine od strane Nacionalnog geografskog društva.
U suprotnosti sa Jevanđeljem koje oslikava Judu koji je izdao Hrista i doveo ga do raspeća, Jevanđelje po Judi prikazuje Judinu akciju kao izvršenje naredbe zadane od Hrista. Jevanđelje takođe govori da je Hrist planirao sled događaja koji su ga vodili u smrt. Ovaj prikaz se podudara sa pojmovima nekih gnostičkih struja, da je ljudski oblik duševni zatvor i da je Juda pomogao Hristu da se oslobodi fizičkih ograničenja te da postoje dve vrste ljudi: ljudi namešteni sa besmrtnom dušom koja je "oblik večnih carstava" i koja će "večno da trpi" ("jaka i sveta generacija bez ikoga da vlada njome", kojoj Juda pripada) i većinski dio ljudske vrste koji je smrtan i ne može da dosegne spasenje. Jevanđelje po Judi ne tvrdi da su drugi Učenici znali za pravo Hristovo učenje. S druge strane tvrdi da oni nisu naučili pravo Jevanđelje, ono koje je Hristos podučio samo Judu Iskariotskog, jedinog učenika koji pripada "svetoj generaciji".

## Pronalazak
Ovaj dokument na 13 listova papirusa je slučajno pronađen 1978. godine u Egiptu. Od osamdesetih godina 20. veka gubi mu se svaki trag, da bi se pojavio 1999. godine kad ga je trgovac antikviteta, Frida Čakos, kupila od jednog trgovca starinama. Dala ga je na proučavanje u univerzitet u Jejlu, gdje su ga prepoznali i savjetovali joj da ga povjeri naučnicima i restauratorima. Do 2005. godine restaurirano je oko 85% teksta. Objavilo ga je Nacionalno geografsko društvo.

## Pozadina
Kožni svezak papirusa na koptskom jeziku izašao je na površinu u sedamdesetim, u blizini Beni Masara, Egipat, i nazvan je Kodeks Čakos, po trgovcu starinama, Fridi Nusberger Čakos koji je postao zabrinut zbog stanja spisa. Prvi put preveden samim početkom 21. veka, sadrži tekst koji potiče iz kasnog drugog veka nove ere i sadrži naslov "Jevanđelje po Judi" (Euangelion Ioudas), ono prikazuje priču Hristove smrti kroz Judine oči.
Prema analizama ugljenika, datira "između trećeg i četvrtog veka", prema Timotiju Džulu, stručnjaku za analizu ugljenika pri centru za fiziku Univerziteta Arizona, potiče iz 280. g. n. e., 60 godina ranije ili kasnije.
Danas je rukopis u više od hiljadu delova i bez nekih delova zbog lošeg rukovanja i skladištenja. Neki odlomci sastoje se samo od reči, dok se drugi sastoje iz više redova. Prema Rodolfu Keseru, dokument se sastojao iz 31 stranice, ispisan sa obe strane, ali kada je 1999. došao u prodavnicu, preostalo je samo 13 stranica. Govorilo se da su određene stranice uklonjene ili prodane.
Na osnovu analiza teksta i pozajmljenih reči, govorilo se da je moguće da je tekst na koptskom preveden sa grčkog i to od 130.-180.Иринеј Лионски nazvao je tekst "izmišljenom istorijom"
Kakogod, nije sigurno da je tekst koji pominje Irinej Lionski zapravo koptski tekst Jevanđelja po Judi. 
A. J. Levajn, koji je bio u timu učenjaka koji su bili odgovorni za otkrivanje rada, kaže da Jevanđelje po Judi ne sadrži nikakve nove istorijske informacije o Isusu ili Judi, ali da je tekst od pomoći pri rekonstrukciji istorije gnosticizma, posebno u područjima u kojima se govori koptski.

## Sadržaj

### Pregled
Jevanđelje po Judi sastoji se od 16 poglavlja u kojima Hristos podučava o duhovnim pitanjima i kosmologiji. Juda je junak ovog Jevanđelja i jedini je učenik Hristov koji razume reči svoga gospodara. Jevanđelje sadrži nekoliko narativnih elemenata; u suštini Jevanđelje govori o tome kako je Juda učen od strane Hrista o značenju njegove poruke, a zatim kamenovan od strane ostalih učenika.

Jevanđelje sadrži ideje koje su se protivile ranoj Crkvi. Autor govori ad je Bog zapravo "oblak svetlosti" koji postoji u neprolaznom carstvu. Adam, duhovni otac svih ljudi, stvoren je po liku samog Boga boravio u neprolaznom carstvu.
Na početku vremena. Bog je stvorio grupu anđela i nižih bogova. Dvanaest anđela bilo je voljno da pođe da vlada haosom i podzemnim svetom.
Anđelima stvaranja zadano je stvaranje tela Adamovog, koji je kasnije postao prvi čovek. Postepeno je ljudski rod počeo da zaboravlja svoje božansko poreklo i neki od Adamovih potomaka (Kain i Avelj) postali su poznati kao prve svetske ubice. Mnogi ljudi mislili su da je nesavršeni materijalni univerzum bio vrhunac stvaranja, gubeći tako svoje znanje o Bogu i neprolaznom carstvu.
Isus je poslan kao sin pravog Boga, ne jednog od manjih bogova. Njegov zadatak je bio da pokaže da spasenje leži u povezivanju Boga sa čovekom. Prihvatanjem unutrašnjeg Boga, čovek može da se vrati u neprolazno carstvo.
Jedanaest učenika koje je Hrist odabrao je pogrešno shvatilo načela Njegovog učenja. Bili su obuzeti fizičkim svetom osećaja. Nastavili su da upražnjavaju verska žrtvovanja životinja, koja jesu zadovoljavala niže bogove, ali nisu negovala vezu sa pravim Bogom. Pogrešno su podučavali da bi ta stradanja u ime Hristovo značila vaskrsenje tela.
u protivnosti, Hristos je u stanju da poduči Judu pravom značenju njegovog života, misije i smrti. Ljudski rod može da bude podeljen u dve vrste ili grupe. Oni koji imaju besmrtnu dušu, kao Juda, mogu da spoznaju Boga i uđu u neprolazno carstvo nakon smrti. Oni koji pripadaju vrsti onih jedanaest učenika ne mogu da uđu u neprolazno carstvo i na kraju života umreće i fizički, a i duhovno. Praksa koja se prepliće sa fizičkim svetom, životinjskom žrtvom i ceremonijom kanibalizma (simbolično konzumiranje Hristovog tela i krvi) su osuđene kao mrske. 
Od izuzetnog je značaja i autorovo shvatanje Hristove smrti. Ostala Jevanđelja tvrde da je Hristos morao ad umre za otkup greha ljudskog roda, autor Jevanđelja po Judi tvrdi da ova vrsta zastupničke vrste zadovoljava nože bogove i anđele. Pravi Bog je milostiv i stoga ne zahteva nikakvu žrtvu. Po Jevanđelju Judinom Hristova smrt je samo njegov konačni prelazak iz carstva mesa u svetlosni oblak.

### Jevanđelje kao gnostički tekst
Pagels i King (2007) svađali su se o tome da bi nijansiranija i kontekstualnija shvatanja hrišćanske tradicije trebala da budu dio shvatanja gnosticizma. Vekovima nakon Hristove smrti, postojalo je mnogo različitih pogleda na značenje njegovog života i smrti. Nikejsko hrišćanstvo (npr. tradicija zasnovana na doktrinama nikejske vere) vekovima jepostojalo i u drugim varijantama (od kojih je jedna nazvana Gnosticizam). Postepeno je nikejsko shvatanje postalo dominantna i uobičajena verzija hrišćanstva.
Pre otkrivanja takozvanih gnostičkih tekstova (poput Biblioteke Nag Hamadija) učenjaci su morali da se oslanjaju samo na izveštaje očeva proto-nikejske crkve zbog njihovog shvatanja alternativnih pristupa u shvatanju hrišćanstva. Ovi izveštaji uvek su bili pristrasni, s obzirom na to da su napisani od strane ljudi koji su pokušavali da sruše bilo koju nenikejsku crkvu. Štaviše, proučavanje i analiza originalnih ne-nikejskih tekstova dokazalo je da su očevi crkve imali tendenciju previše uprošćavaju stvari kada pišu o neprijateljima svojih doktrina. 
Pristup tekstovima kao što je Jevanđelje po Judi, dozvolilo je učenjacima da razviju bogatije i punije shvatanje ne-nikejskih pokreta. Tvrditi da je Jevanđelje po Judi gnostički tekst, bez kvalifikacija, nije pravedno prema ostalim heretičkim pokretima. 

Jevanđelje po Judi osudio je Irinej u svom anti-gnostičkom radu " Adversus Haereses" (Protiv hereze) napisanom oko 180. g. n. e.
Uprkos ovom napadu, Jevanđelje po Judi razlikuje se od ostalih ne-nikejskih jevanđelja na nekoliko načina. Podalje od tvrdnje da je fizičko telo zatvor iz koga treba da se pobegne, Jevanđelje po Judi prikazuje Hrista sposobnog da napusti telo po svojoj želji. 
U tekstu je prikazano Hristovo napuštanje tela, put u neprolazno carstvo i povratak u njegovo telo. Za razliku od ostalih ne-nikejskih jevanđelja, Jevanđelje po Judi je sitijsko po tome što vidi Sita kao duhovnog pretka. Kao i u drugim sitijskim dokumentima, Hrist je izjednačen sa Sitom: "Prvi je Sit koji je nazvan Hrist".

## Spoljašnje veze
- The Gospel of Judas Архивирано на веб-сајту  (11. септембар 2011) PDF Version hosted by nationalgeographic.com